# Cosmopterix pararufella
Cosmopterix pararufella ist ein Schmetterling (Nachtfalter) aus der Familie der Prachtfalter (Cosmopterigidae).

## Merkmale
Die Falter erreichen eine Flügelspannweite von 11 Millimeter. Cosmopterix pararufella ähnelt Cosmopterix coryphaea sehr stark und unterscheidet sich nur geringfügig: Die weiße Dorsallinie beginnt an der Flügelbasis und die gelbe Binde hat einen etwas größeren Fortsatz in Richtung Apex.
Bei den Männchen ist das rechte Brachium an der Basis sehr schmal und ungefähr doppelt so lang wie das linke. Es weitet sich zu einem gabelförmigen und stark sklerotisierten Fortsatz. Die Valven sind gerundet. Der obere Rand ist konkav, der untere ist nahezu gerade, der Caudalrand ist stark konvex. Die Valvellae sind kurz und in der Mitte rechtwinklig gekrümmt. Sie sind parallelwandig und verjüngen sich apikal zu einer stumpfen Spitze. Der Aedeagus ist kannenförmig. Der hintere Teil weitet sich distal leicht und hat ventral einen Flansch. Cosmopterix pararufella unterscheidet sich von Cosmopterix coryphaea durch den gabelförmigen Fortsatz des rechten Brachiums, die gerundeten Valven und die schlankeren Valvellae.
Bei den Weibchen ist das hintere Ende des 7. Sternits bogenförmig. Das 8. Segment ist etwas breiter als lang. Das Ostium ist schmal und hat breite halbkreisförmige Sklerotisierungen. Das Sterigma ist breit und verjüngt sich leicht in Richtung Ostium. Der Ductus bursae ist etwas kürzer als das Corpus bursae und hat distal einen sklerotisierten Ring. Das Corpus bursae ist oval und hat zwei rundliche Signa, die sichelförmig sklerotisiert sind.

## Verbreitung
Cosmopterix pararufella ist in Spanien (Almería), Korsika, Griechenland, Kreta, Zypern und Nordafrika beheimatet.

## Biologie
Die Raupen entwickeln sich an Zuckerrohr (Saccharum officinarum) und offenbar auch an einigen örtlich vorkommenden Gräsern. Die Weibchen legen die Eier einzeln an der Außenseite der Blattmittelrippe ab. Die jungen Raupen fressen sich in die Blattmittelrippe, wobei braune Fraßgänge entstehen, die auf der anderen Blattseite als längliche Flecke sichtbar sind. Der Raupenfraß führt dazu, dass die Blätter leicht abknicken, gelb werden und bald vertrocknen. Die Mine ist zunächst strichförmig und entwickelt sich dann zu einer Platzmine. Am Ende der Mine verpuppen sich die Raupen in einer Kammer. Darüber befindet sich eine kreisförmige Öffnung, durch die die Falter schlüpfen. In Ägypten minieren die Raupen von April bis Mai und von September bis Oktober in Zuckerrohrblättern und haben sich zu einem Schädling beim Anbau von Zuckerrohr entwickelt. Der Befall liegt Ende Mai bei 12,3 bis 15,8 Prozent und erreicht ein Maximum von 28,5 Prozent im Juni. Die Art bildet zwei Generationen im Jahr, die Falter fliegen von Mai bis Juni und im September.

## Belege
1. 1 2 3  J. C. Koster, S. Yu. Sinev: Momphidae, Batrachedridae, Stathmopodidae, Agonoxenidae, Cosmopterigidae, Chrysopeleiidae. In: P. Huemer, O. Karsholt, L. Lyneborg (Hrsg.): Microlepidoptera of Europe. 1. Auflage. Band 5. Apollo Books, Stenstrup 2003, ISBN 87-88757-66-8, S. 118 (englisch).
2. ↑  Cosmopterix pararufella bei Fauna Europaea. Abgerufen am 15. Januar 2012
3. ↑  Infestation features of the leaf midrib miner, Cosmopterix pararufella Riedl (Lepidoptera: Cosmopterigidae), a pest of sugarcane in Egypt. Samir Awad El-Serwy, abgerufen am 15. Januar 2012.